# 劉孝標
劉孝標（462年—521年），名峻，本名法武，字孝標，以字行，平原郡平原县（今山东省平原县）人。南朝梁文学家。以注釋劉義慶等編撰的《世說新語》而著聞於世，而其文章亦擅美當時。

## 生平
劉孝標出生於秣陵縣，幼時因亂世與家人失散，被賣到富人劉實家中。努力好學，常日夜苦讀。清河崔慰祖谓之“书淫”。泰始五年（469年），北魏佔青州，劉孝標至平城（即今山西省大同市）出家，不久還俗。曾参加翻译佛经，又注《世說新語》，引书多达四百余种。《梁書》、《南史》皆有傳。

## 延伸阅读
[在维基数据编辑]
 在维基文库阅读此作者作品
 《梁書·卷50》，出自姚思廉《梁書》